# Leichtathletik-Europameisterschaften 2014/Kugelstoßen der Männer

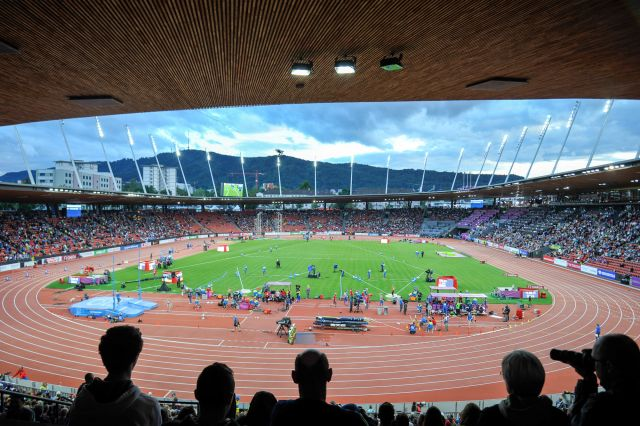
Das Letzigrund-Stadion während der Europameisterschaften 2014

Das Kugelstoßen der Männer bei den Leichtathletik-Europameisterschaften 2014 wurde am 12. August 2014 im Letzigrund-Stadion von Zürich ausgetragen.
Europameister wurde der Deutsche David Storl. Er trat hier als Titelverteidiger, Doppelweltmeister (2011/2013) und Olympiazweiter von 2012 an. Der Spanier Borja Vivas sicherte sich die Silbermedaille. Bronze ging an den zweifachen Olympiasieger (2008/2012), Vizeweltmeister von 2009 und Europameister von 2010 Tomasz Majewski aus Polen.

## Bestehende Rekorde
| Weltrekord           | 23,12 m | Randy Barnes   | Los Angeles, USA             | 20. Mai 1990    |
| Europarekord         | 23,06 m | Ulf Timmermann | Chania – Kreta, Griechenland | 22. Mai 1988    |
| Meisterschaftsrekord | 22,22 m | Werner Günthör | EM Stuttgart, BR Deutschland | 28. August 1986 |

Der bereits seit 1986 bestehende EM-Rekord blieb auch bei diesen Europameisterschaften unerreicht. Die größte Weite erzielte der deutsche Europameister David Storl im Finale mit 21,41 m, womit er 81 Zentimeter unter dem Rekord blieb. Zum Europarekord fehlten ihm 1,65 m, zum Weltrekord 1,71 m.

## Legende
Kurze Übersicht zur Bedeutung der Symbolik – so üblicherweise auch in sonstigen Veröffentlichungen verwendet:
| NM  | keine Weite (no mark) |
| ogV | ohne gültigen Versuch |
| –   | verzichtet            |
| x   | ungültig              |

## Qualifikation
16. August 2014, 17:35 Uhr
23 Wettbewerber traten in zwei Gruppen zur Qualifikationsrunde an. Sechs von ihnen (hellblau unterlegt) übertrafen die Qualifikationsweite für den direkten Finaleinzug von 20,15 m. Damit war die Mindestzahl von zwölf Finalteilnehmern nicht erreicht. Das Finalfeld wurde mit den sechs nächstplatzierten Sportlern (hellgrün unterlegt) auf zwölf Athleten aufgefüllt. So reichten für die Finalteilnahme schließlich 19,88 m.

### Gruppe A

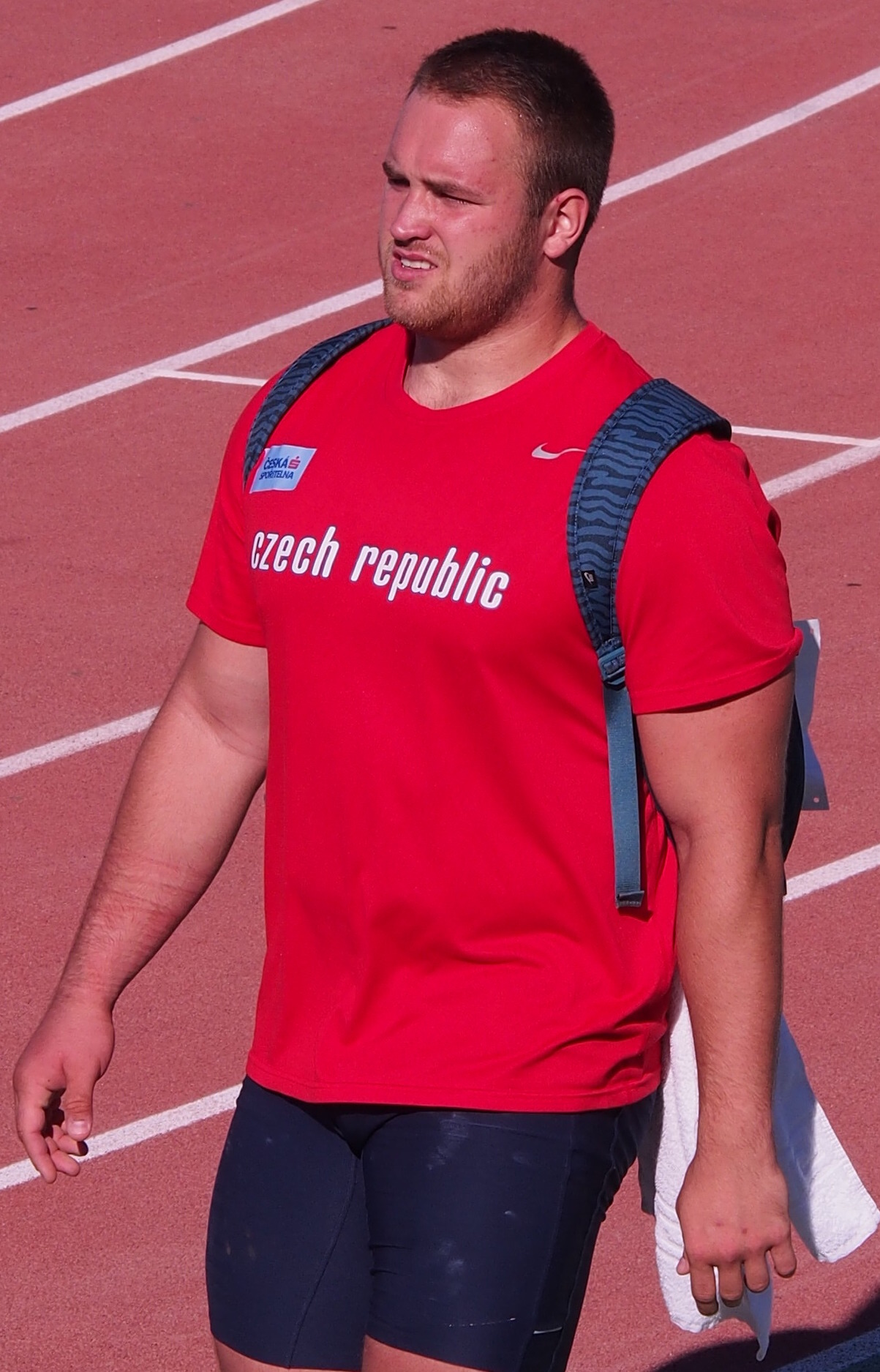
Tomáš Staněk erreichte mit seinen 19,61 m nicht das Finale
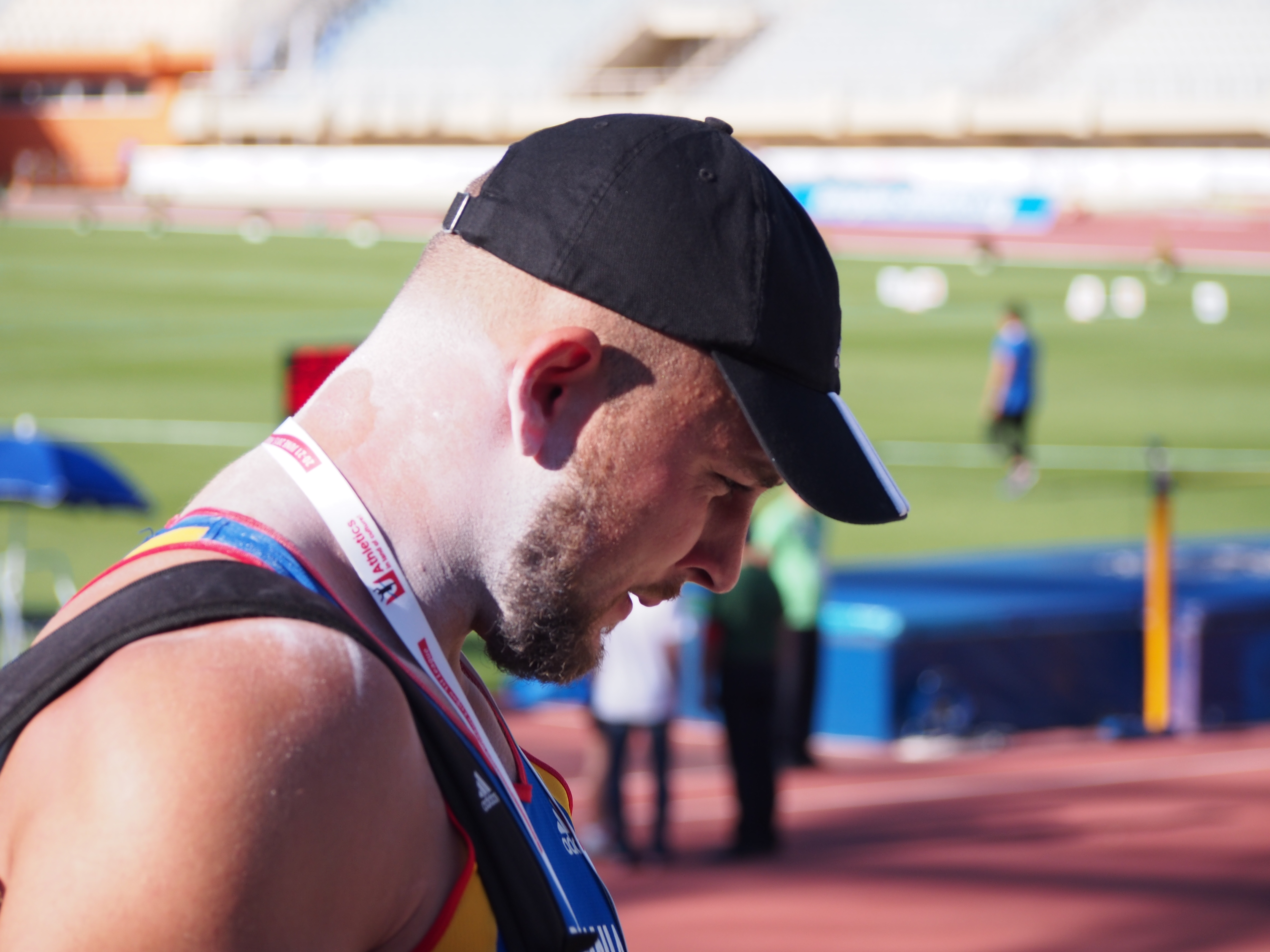
Andrei Gag scheiterte mit 19,18 m in der Qualifikation

| Platz | Name              | Nation                  | Resultat (m) | 1. Versuch (m) | 2. Versuch (m) | 3. Versuch (m) |
| 1     | Borja Vivas       | Spanien                 | 20,53        | 20,53          | –              | –              |
| 2     | Asmir Kolašinac   | Serbien                 | 20,15        | 19,82          | 20,15          | –              |
| 3     | Jan Marcell       | Tschechien              | 20,09        | 19,23          | 20,09          | 19,60          |
| 4     | Stipe Žunić       | Kroatien                | 19,94        | 19,67          | 19,94          | 19,80          |
| 5     | Alexander Lesnoi  | Russland                | 19,88        | 19,27          | 19,52          | 19,88          |
| 6     | Tomáš Staněk      | Tschechien              | 19,61        | x              | 18,39          | 19,61          |
| 7     | Yioser Toledo     | Spanien                 | 19,59        | 18,89          | 19,59          | x              |
| 8     | Jakub Szyszkowski | Polen                   | 19,46        | 19,15          | x              | 19,46          |
| 9     | Andrei Gag        | Rumänien                | 19,18        | 19,18          | 19,08          | 18,88          |
| 10    | Arttu Kangas      | Finnland                | 19,07        | 18,17          | 18,62          | 19,07          |
| 11    | Kemal Mešić       | Bosnien und Herzegowina | 18,81        | x              | 18,81          | x              |
| 12    | Māris Urtāns      | Lettland                | 18,35        | 18,35          | x              | x              |

Weitere in Qualifikationsgruppe A ausgeschiedene Kugelstoßer:

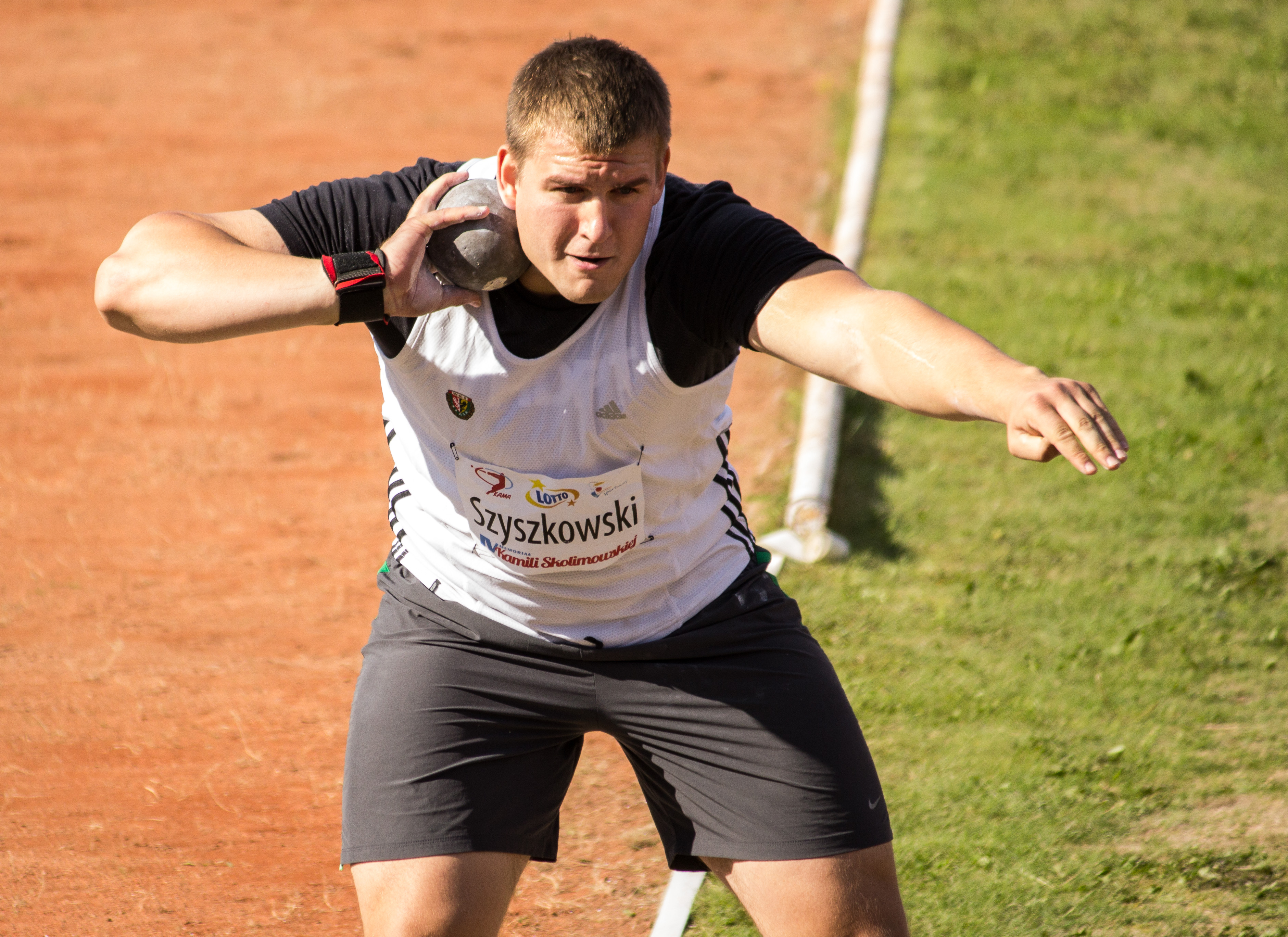
Jakub Szyszkowski – 19,46 m
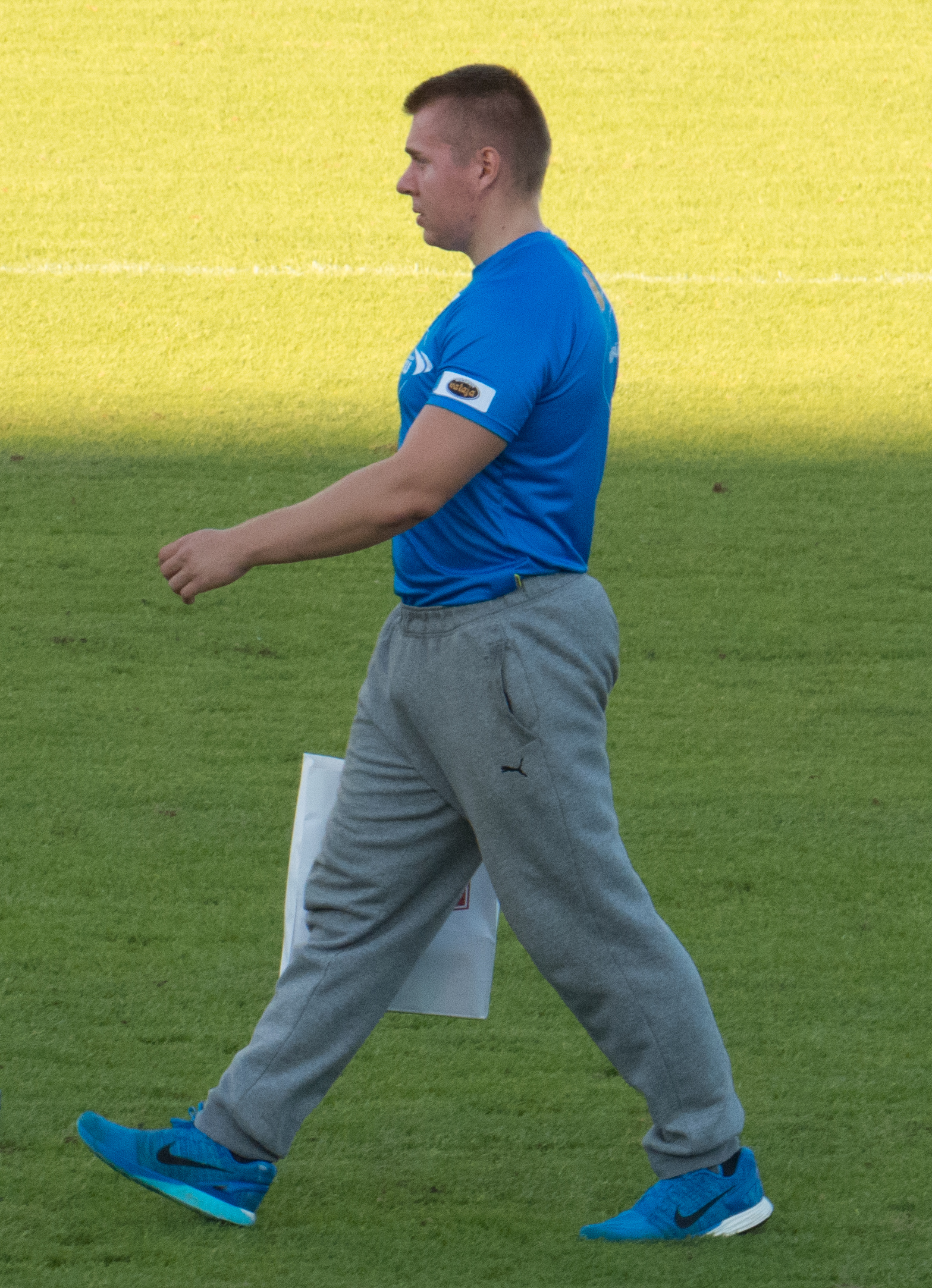
Arttu Kangas – 19,07 m
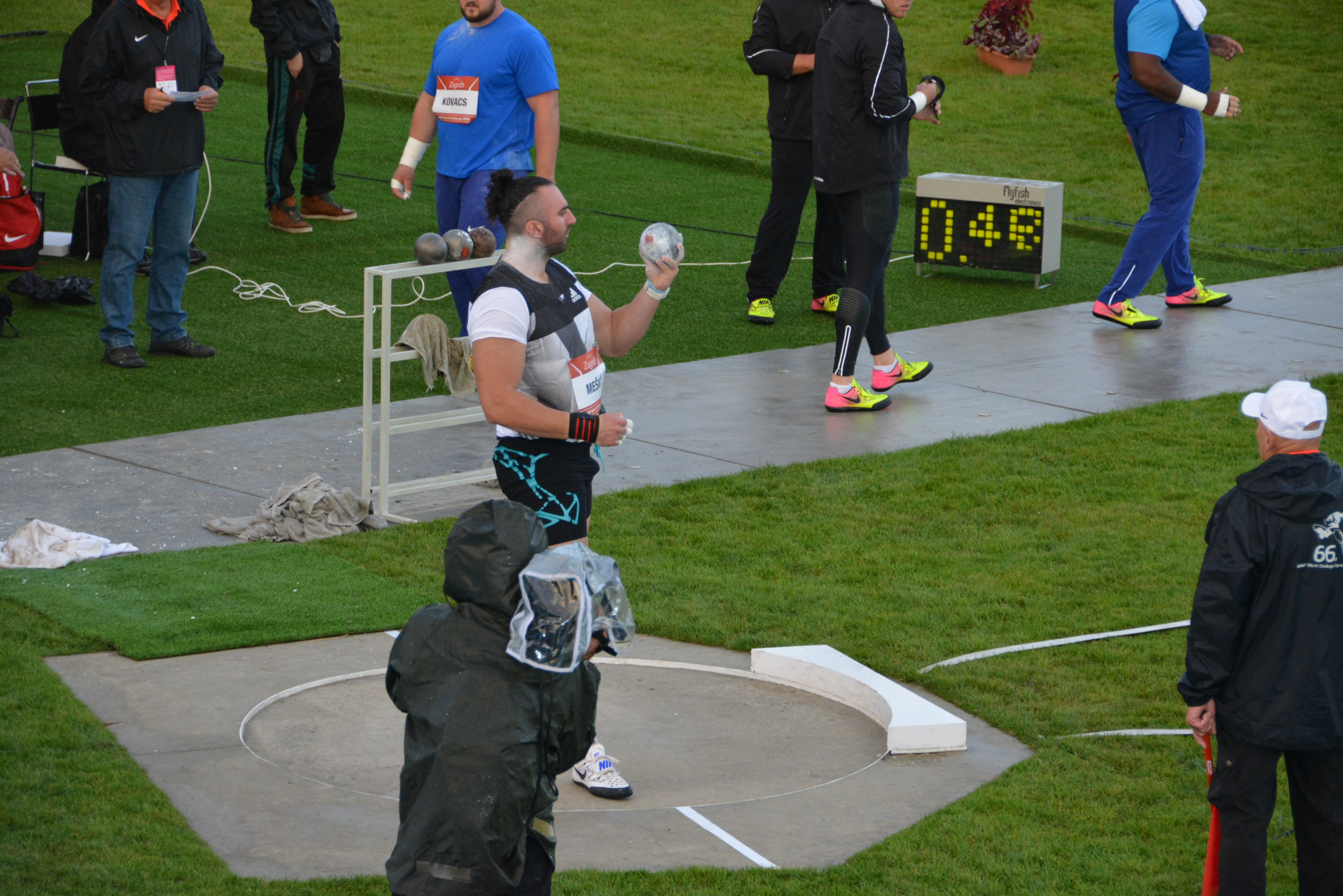
Kemal Mešić – 18,81 m
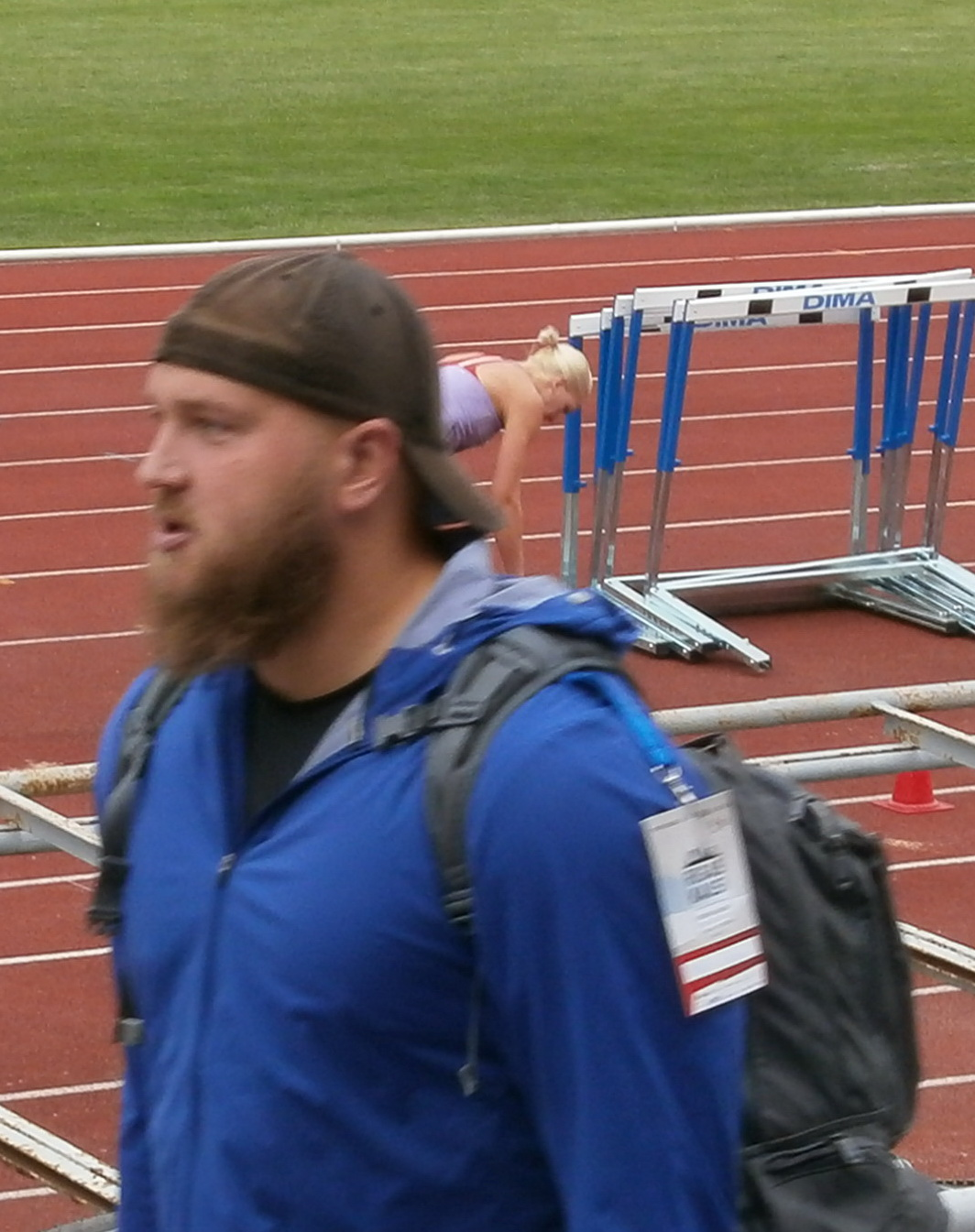
Māris Urtāns – 18,81 m

### Gruppe B

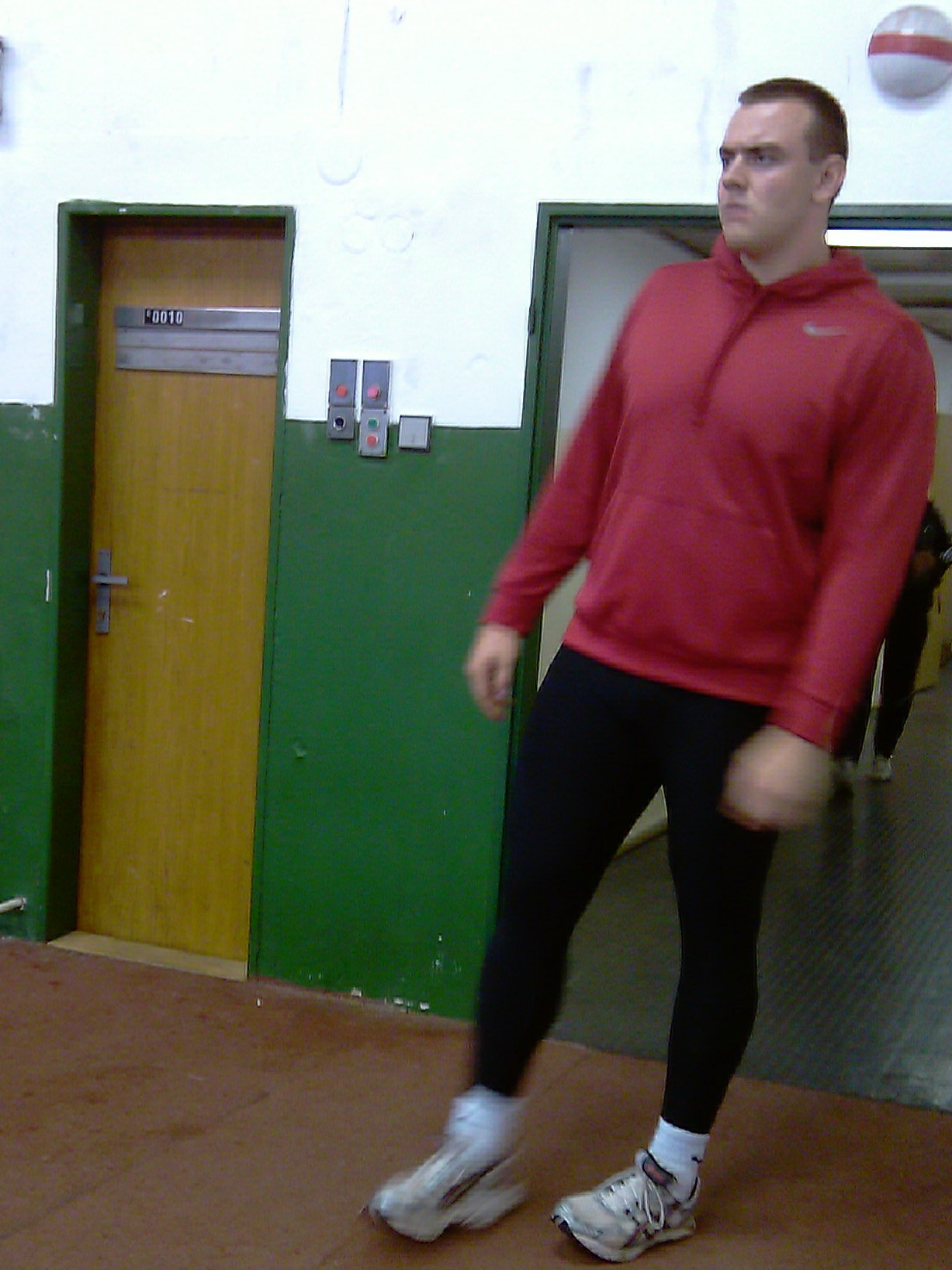
Ladislav Prášil verpasste das Finale mit seinen 19,83 m nur um fünf Zentimeter
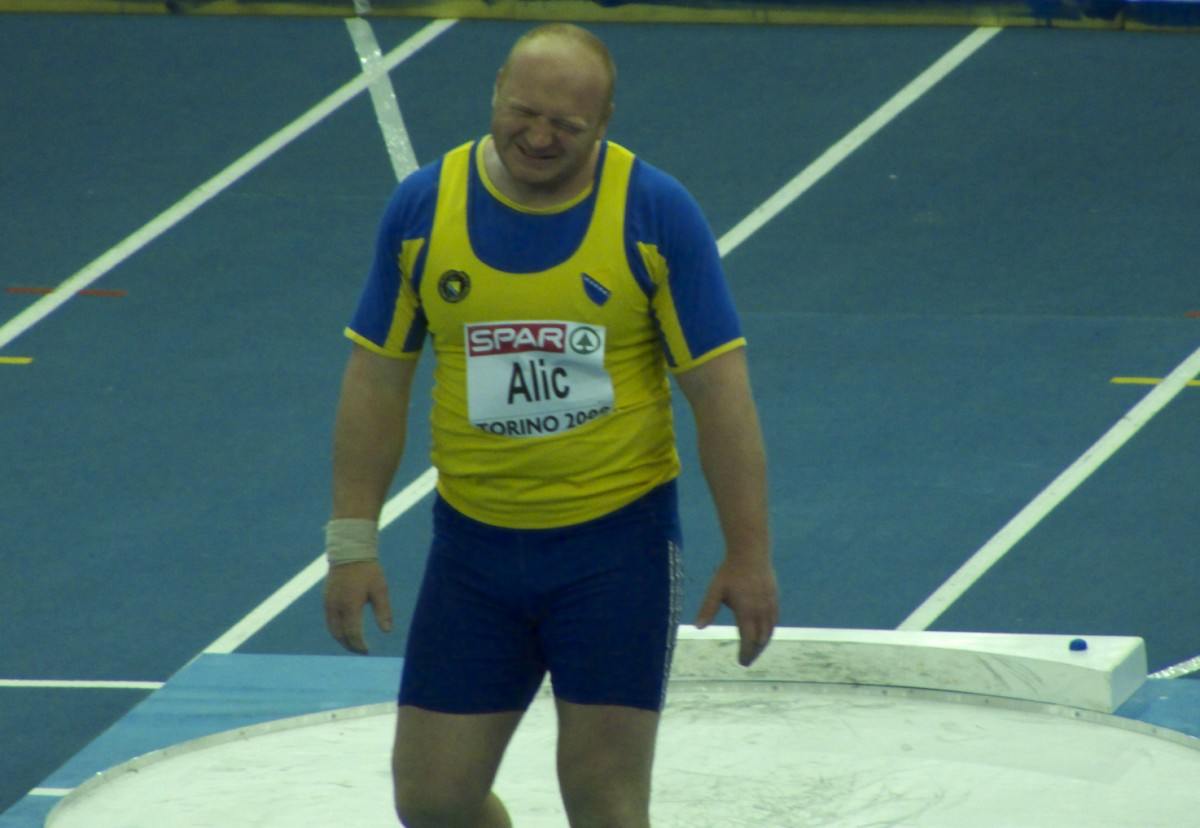
Hamza Alić erzielte in der Qualifikation 19,36 m und schied damit aus

| Platz | Name            | Nation                  | Resultat (m) | 1. Versuch (m) | 2. Versuch (m) | 3. Versuch (m) |
| 1     | David Storl     | Deutschland             | 20,76        | 20,76          | –              | –              |
| 2     | Tomasz Majewski | Polen                   | 20,50        | 20,50          | –              | –              |
| 3     | Gaëtan Bucki    | Frankreich              | 20,21        | 20,05          | 20,21          | –              |
| 4     | Georgi Iwanow   | Bulgarien               | 20,18        | 20,18          | –              | –              |
| 5     | Waleri Kokojew  | Russland                | 20,09        | 19,78          | x              | 20,09          |
| 6     | Carlos Tobalina | Spanien                 | 20,06        | 18,04          | 20,06          | 20,04          |
| 7     | Marco Fortes    | Portugal                | 20,03        | 19,19          | 18,86          | 20,03          |
| 8     | Ladislav Prášil | Tschechien              | 19,83        | 19,83          | x              | x              |
| 9     | Marin Premeru   | Kroatien                | 19,55        | x              | 18,95          | 19,55          |
| 10    | Leif Arrhenius  | Schweden                | 19,54        | 19,11          | 19,30          | 19,54          |
| 11    | Hamza Alić      | Bosnien und Herzegowina | 19,36        | x              | 19,10          | 19,36          |

## Finale

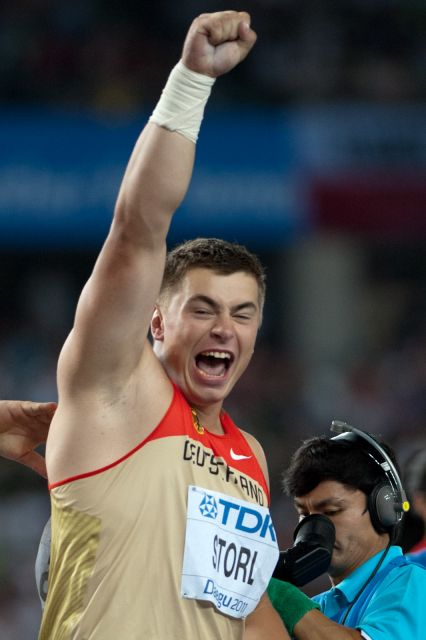
Erneut erfolgreich war der Doppelweltmeister, Olympiazweite und Titelverteidiger David Storl

12. August 2014, 10:04 Uhr
| Platz | Name             | Nation      | Resultat (m) | 1. Versuch (m) | 2. Versuch (m) | 3. Versuch (m) | 4. Versuch (m)                           | 5. Versuch (m)                           | 6. Versuch (m)                           |
| 1     | David Storl      | Deutschland | 21,41        | 21,41          | x              | x              | 20,75                                    | x                                        | 20,98                                    |
| 2     | Borja Vivas      | Spanien     | 20,86        | 20,07          | 20,86          | 20,59          | 20,69                                    | x                                        | 20,38                                    |
| 3     | Tomasz Majewski  | Polen       | 20,83        | 20,56          | 20,83          | 20,65          | 20,76                                    | 20,57                                    | 20,50                                    |
| 4     | Stipe Žunić      | Kroatien    | 20,68        | 20,02          | 20,68          | x              | x                                        | 19,73                                    | 19,86                                    |
| 5     | Asmir Kolašinac  | Serbien     | 20,55        | x              | 20,11          | 20,36          | x                                        | x                                        | 20,55                                    |
| 6     | Jan Marcell      | Tschechien  | 20,48        | 19,31          | 20,48          | 20,17          | 19,77                                    | x                                        | x                                        |
| 7     | Marco Fortes     | Portugal    | 20,35        | 19,65          | 20,32          | 20,35          | x                                        | 20,21                                    | 19,66                                    |
| 8     | Waleri Kokojew   | Russland    | 20,23        | 18,93          | 19,59          | 20,23          | x                                        | x                                        | x                                        |
| 9     | Carlos Tobalina  | Spanien     | 20,04        | 19,80          | 20,04          | x              | nicht im Finale der besten acht Athleten | nicht im Finale der besten acht Athleten | nicht im Finale der besten acht Athleten |
| 10    | Alexander Lesnoi | Russland    | 19,83        | 19,52          | 19,49          | 19,83          | nicht im Finale der besten acht Athleten | nicht im Finale der besten acht Athleten | nicht im Finale der besten acht Athleten |
| 11    | Gaëtan Bucki     | Frankreich  | 19,75        | 19,75          | 19,55          | 19,50          | nicht im Finale der besten acht Athleten | nicht im Finale der besten acht Athleten | nicht im Finale der besten acht Athleten |
| NM    | Georgi Iwanow    | Bulgarien   | ogV          | x              | x              | x              | nicht im Finale der besten acht Athleten | nicht im Finale der besten acht Athleten | nicht im Finale der besten acht Athleten |

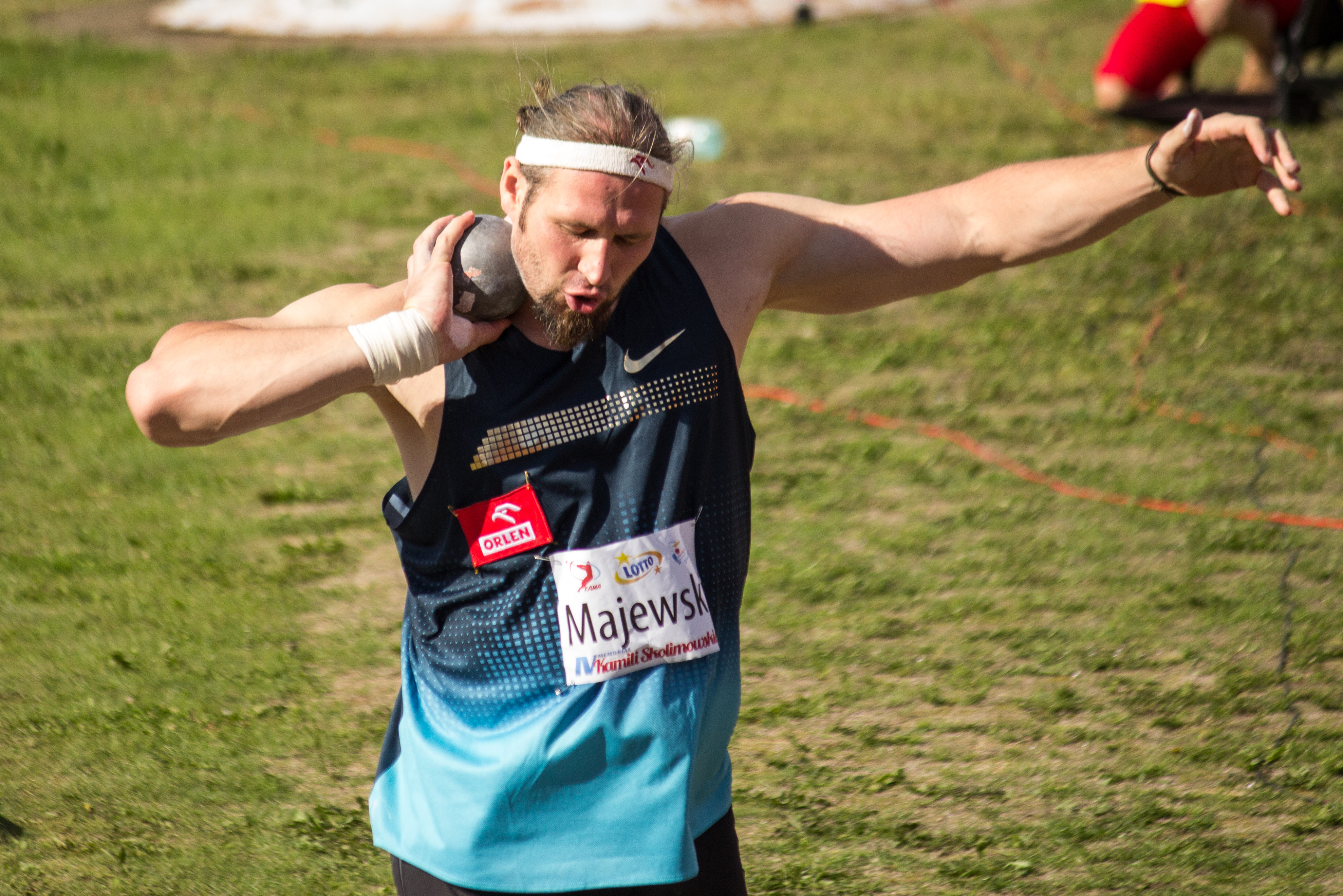
Bronze gab es für den Doppelolympiasieger, Ex-Vizeweltmeister und Ex-Europameister Tomasz Majewski
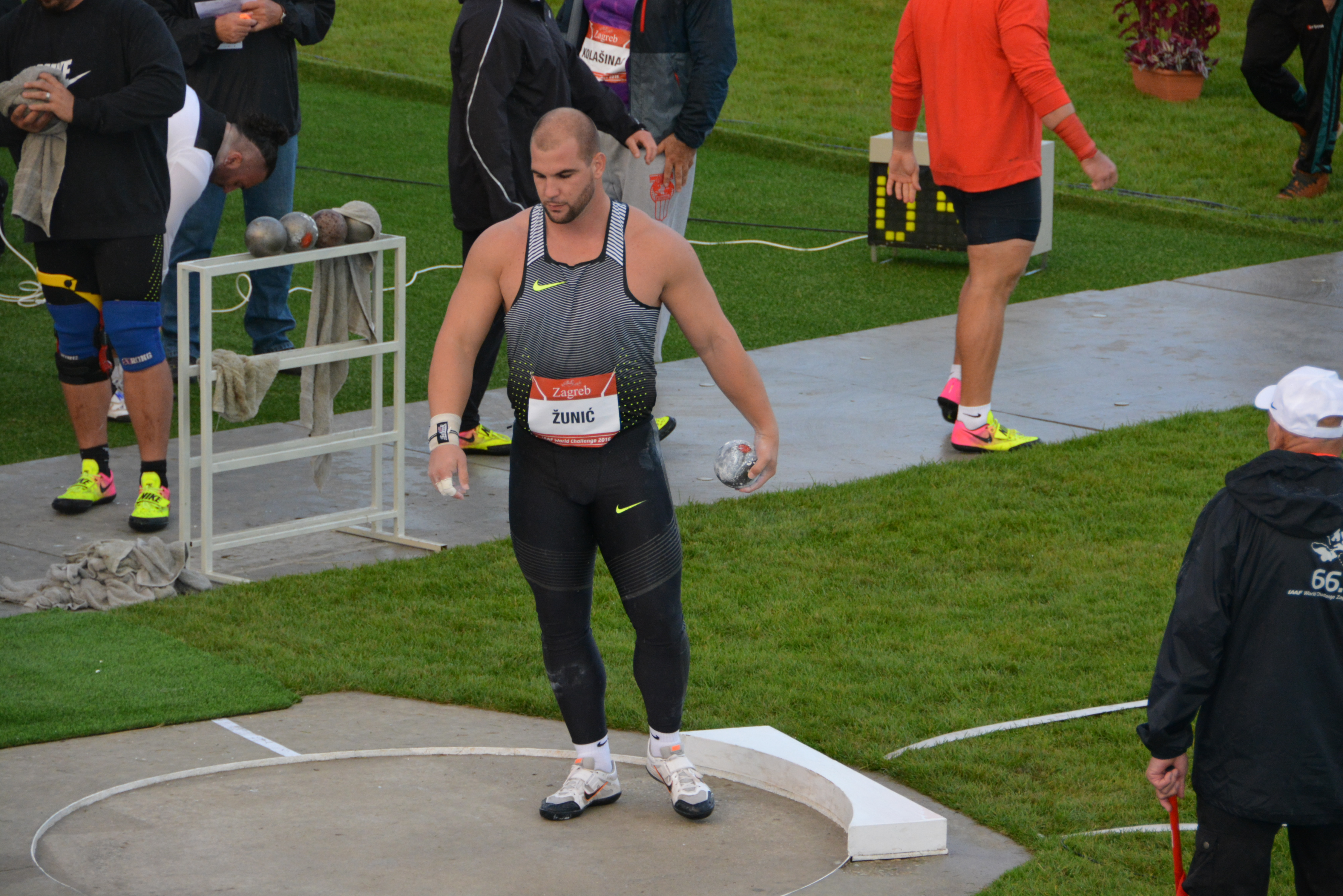
Stipe Žunić, dem fünfzehn Zentimeter zu Bronze fehlten, kam auf den vierten Platz
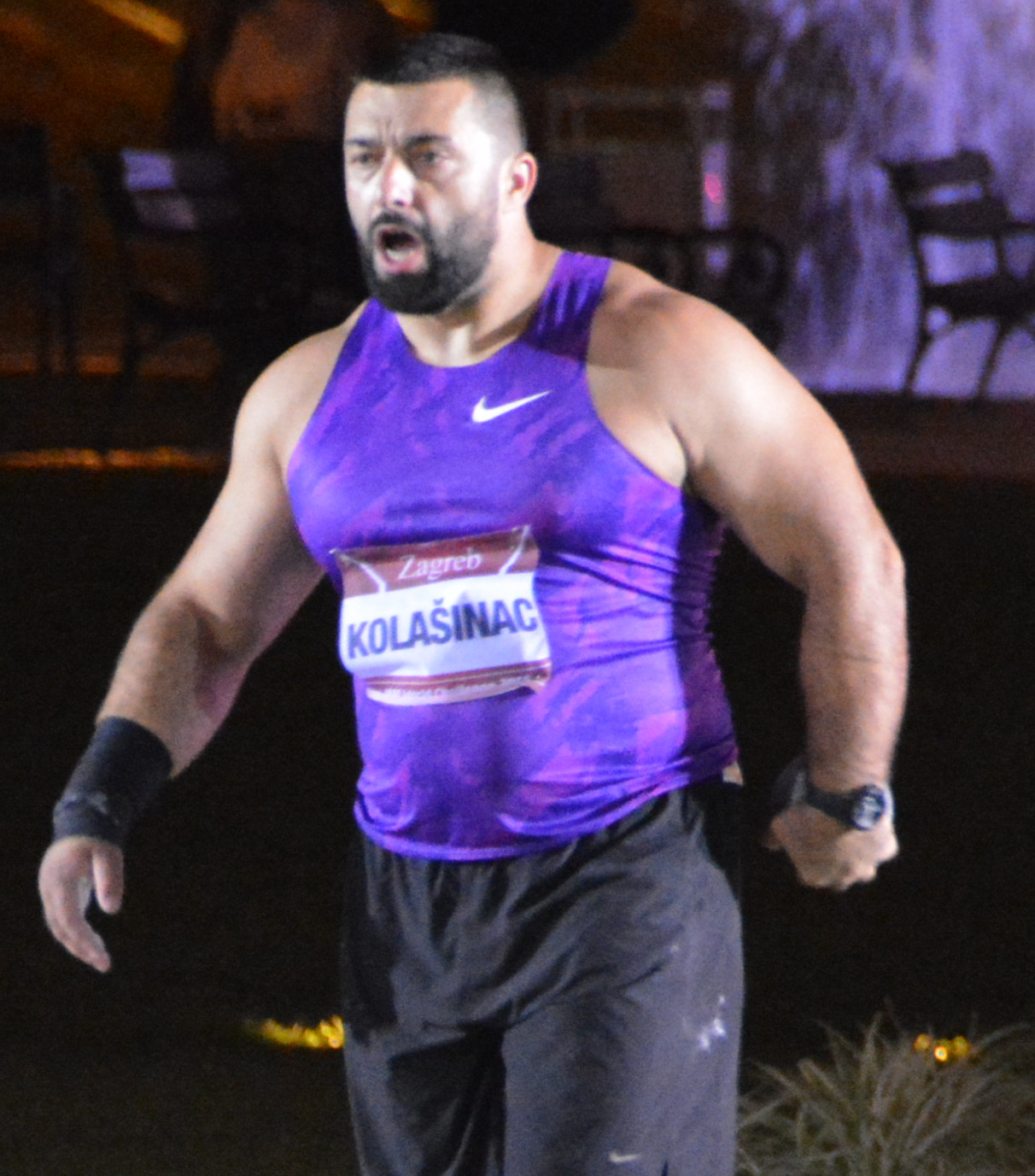
Rang fünf für Asmir Kolašinac, Bronzemedaillengewinner von 2012

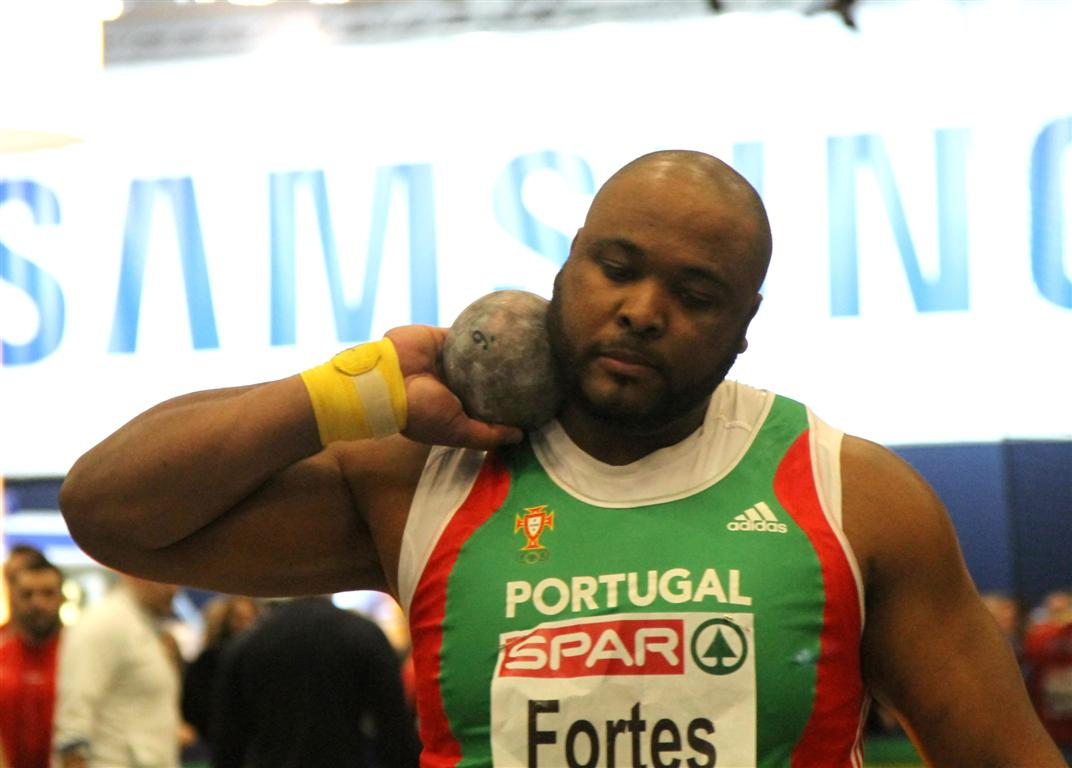
Marco Fortes, 2012 Fünfter, erreichte Platz sieben
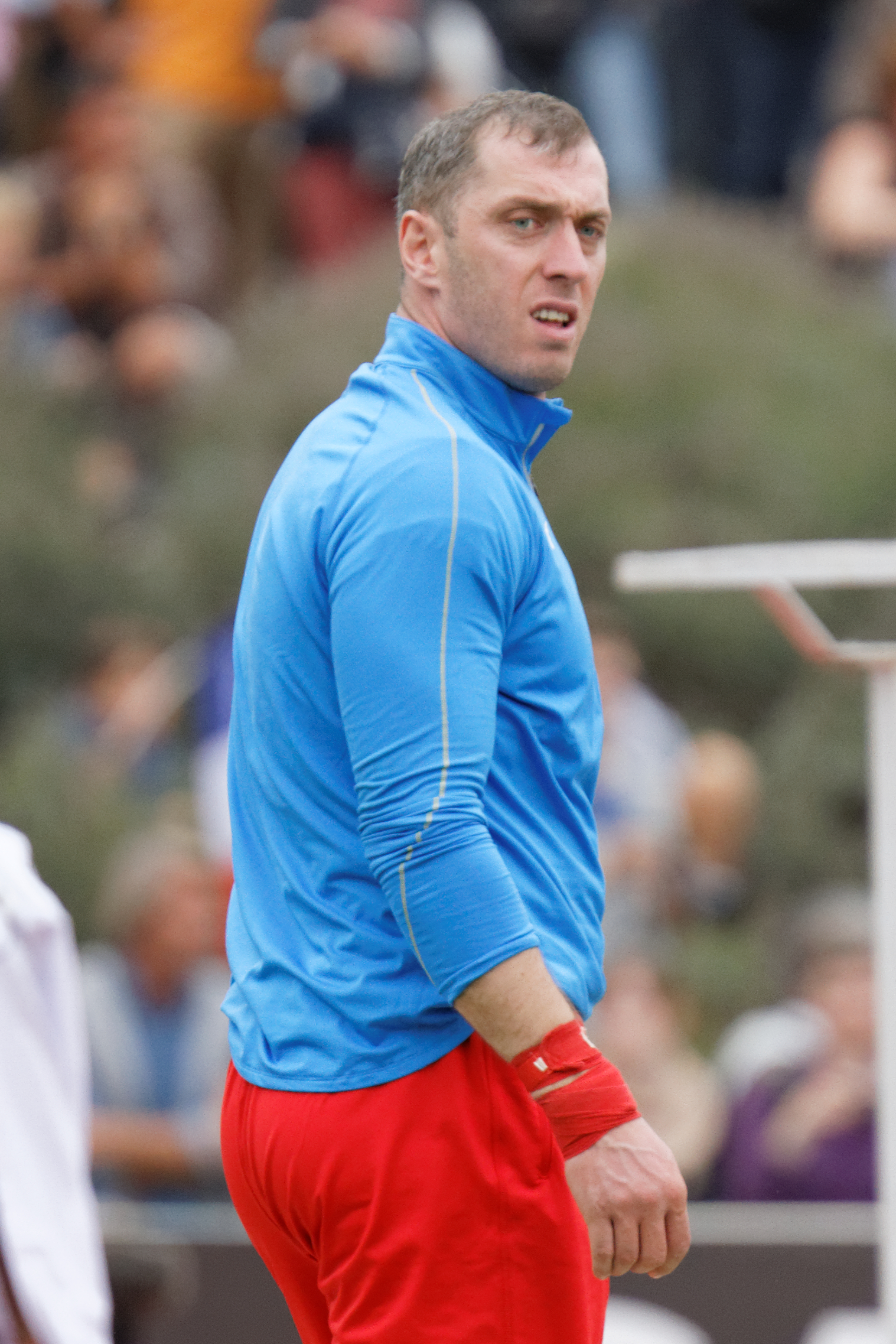
Waleri Kokojew belegte Rang acht
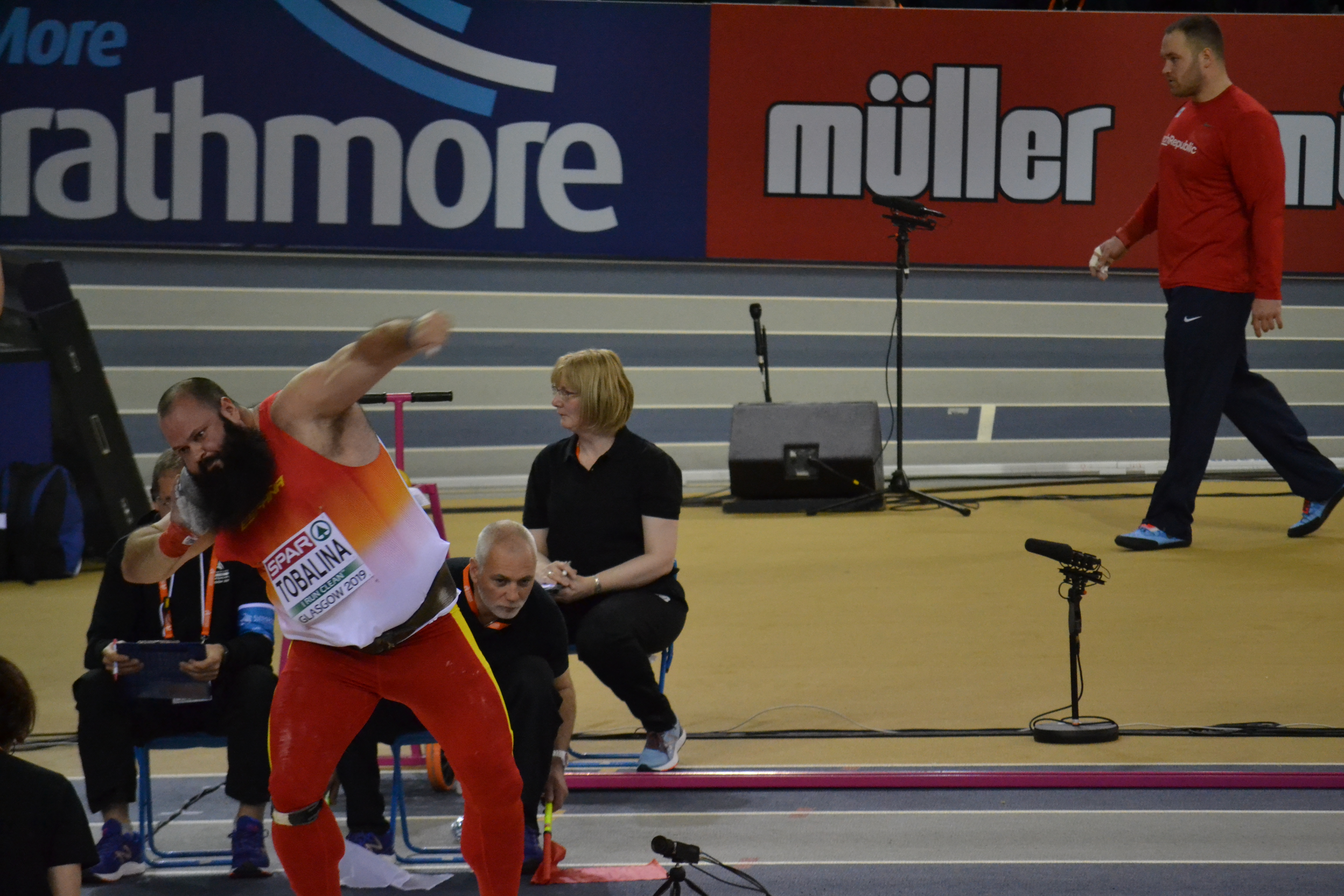
Carlos Tobalina wurde Neunter

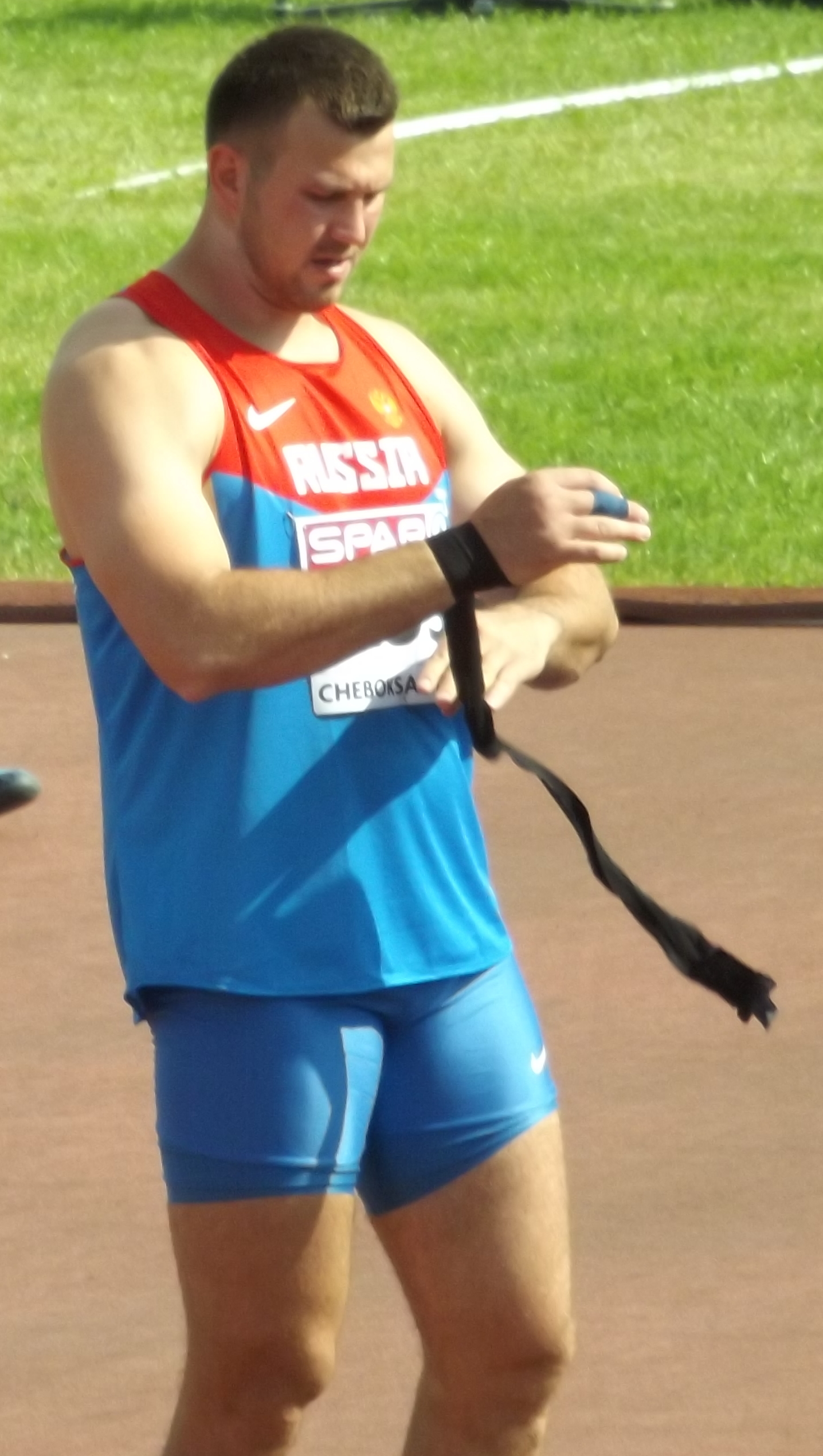
Der zehntplatzierte Alexander Lesnoi
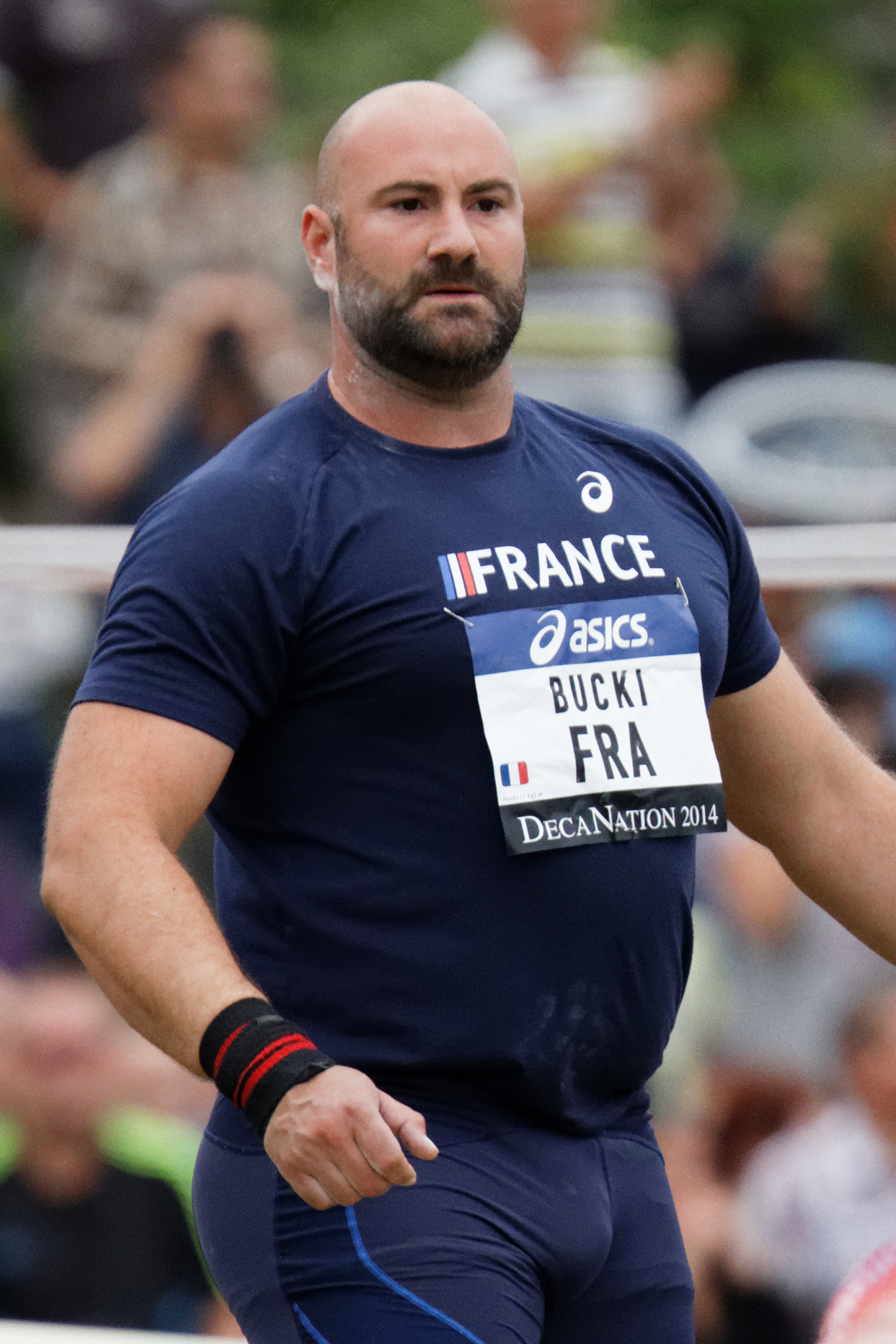
Gaëtan Bucki – Platz elf
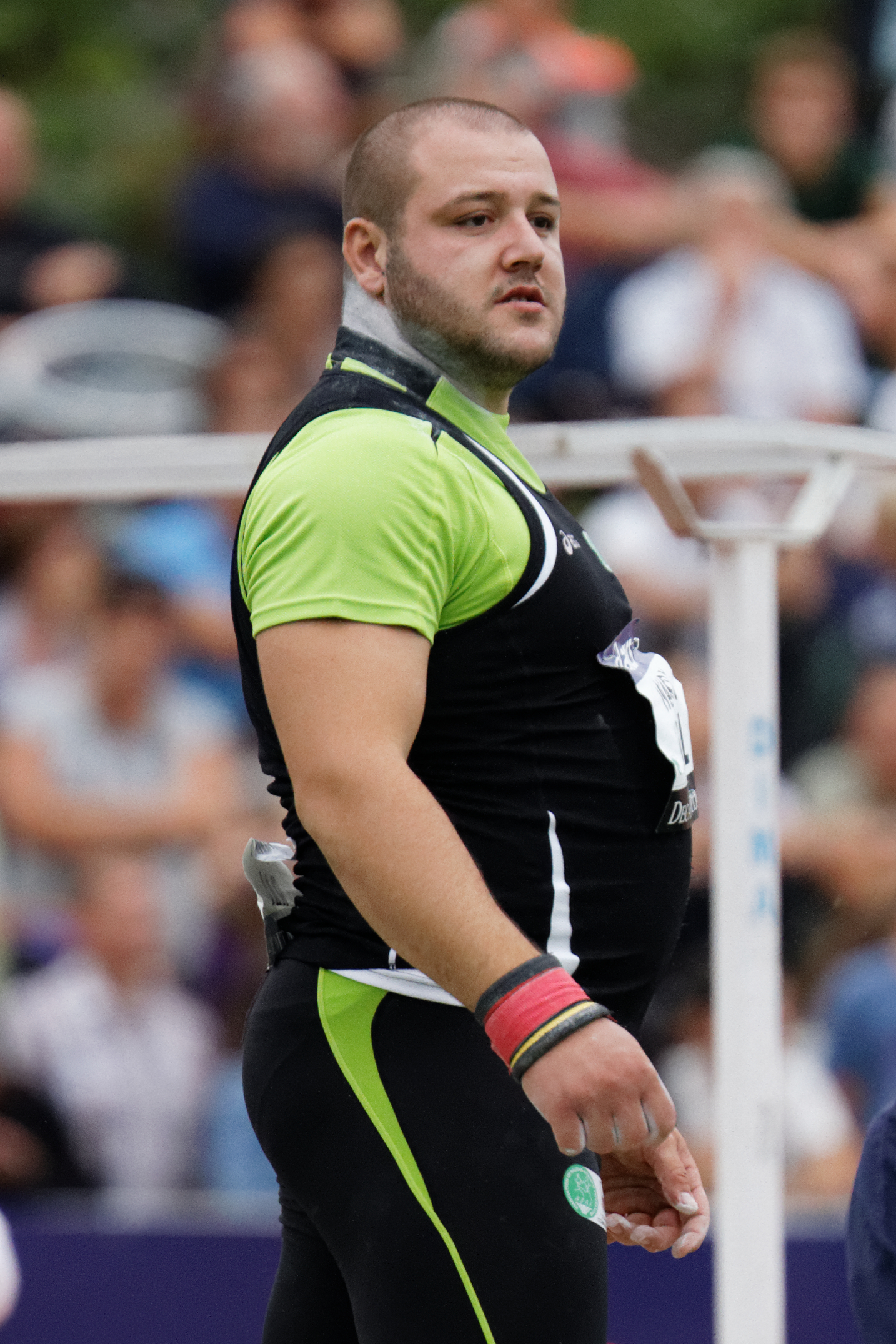
Georgi Iwanow gelang im Finale kein gültiger Stoß

## Videolinks
- European Championship 2014 - men's shot put - qualification + final - part_1, youtube.com, abgerufen am 13. März 2023
- European Championship 2014 - men's shot put - qualification + final - part_2, youtube.com, abgerufen am 13. März 2023